# پدرو کوبییا
پدرو کوبییا (اسپانیایی: Pedro Cubilla‎; ۲۵ اوت ۱۹۳۳ – ۱۶ مارس ۲۰۰۷) سرمربی و بازیکن فوتبال سابق اهل اروگوئه بود.

## باشگاهی
از باشگاه‌هایی که در آن بازی کرده‌است می‌توان به باشگاه فوتبال پنیارول، باشگاه فوتبال لیورپول (مونته‌ویدئو)، باشگاه فوتبال اتلتیکو هوراکان، باشگاه ورزشی دفنسور، باشگاه فوتبال ناسیونال اروگوئه و باشگاه فوتبال ریور پلاته اشاره کرد.

## تیم ملی
وی همچنین در تیم ملی فوتبال اروگوئه بازی کرده است.